# Thập niên 900 TCN
Thập niên 900 TCN hay thập kỷ 900 TCN chỉ đến những năm từ 900 TCN đến 909 TCN.

## Sự kiện
909 TCN - Jeroboam , vị vua đầu tiên của vương quốc Do Thái phía bắc Israel , qua đời và được kế vị bởi con trai ông là Nadab .
900 năm trước Công nguyên - di tích Adichanallur , từ Văn hóa Tamilnadu, Ấn Độ đã 2.900 năm tuổi: Cơ quan Khảo sát Khảo cổ học Ấn Độ (ASI) 
900 TCN - nền văn hóa Villanovan xuất hiện ở miền bắc nước Ý (Villanovan II).
900 TCN - Thành lập Anuradhapura , Sri Lanka .
900 TCN - Vương quốc Kush .
900 TCN - Thời kỳ đen tối của Hy Lạp kết thúc.
900 TCN - Thời kỳ hình học bắt đầu từ thời Hy Lạp cổ đại .
900 TCN - Cư dân của vùng Aegean thành lập các nhóm nhỏ, khác biệt trong các thung lũng, trên đồng bằng ven biển và trên các đảo, sống trong các cộng đồng tự cung tự cấp, gắn bó với nhau nhưng tất cả đều nói cùng một ngôn ngữ.
900 TCN - San Lorenzo , trung tâm của nền văn hóa Olmec sơ khai , bị phá hủy, có thể là do các dân tộc di cư từ phương bắc sang, và quyền lực được truyền cho La Venta ở Tabasco .
900 TCN - La Venta bắt đầu phát triển mạnh.
900 TCN - Đầu khổng lồ (số 4) từ La Venta, Mexico, được làm. Nuôi cấy Olmec. Hiện nó được lưu giữ tại Công viên La Venta, Villahermosa , Tabasco , Mexico.
900 TCN - 600 TCN - Đại kim tự tháp và sân bóng, La Venta, Mexico , được xây dựng. Nuôi cấy Olmec .